# Вулиця Братів Лузанів
Ву́лиця Браті́в Лу́занів — вулиця в центральній частині міста Конотоп Сумської області. Одна з найдовших вулиць міста.

## Назва
Названа на честь Олександра та Івана Лузанів.

## Історія
Вулиця відома з XIX століття.

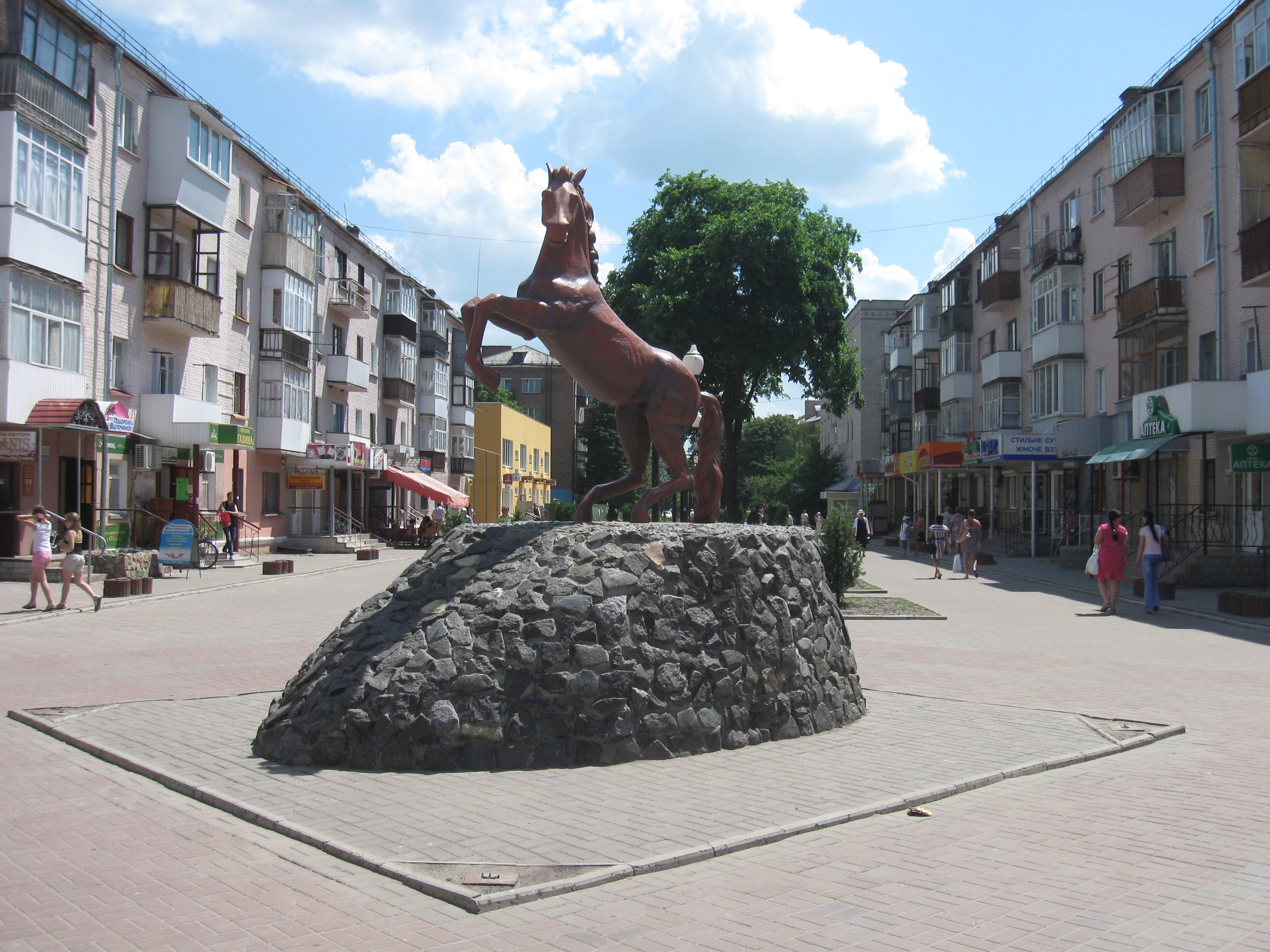
Скульптура Коня в пішохідній частині вулиці

Частина вулиці від її початку до перехрестя з вулицею Успенсько-Троїцькою з XIX ст. мала назву Гарматна.

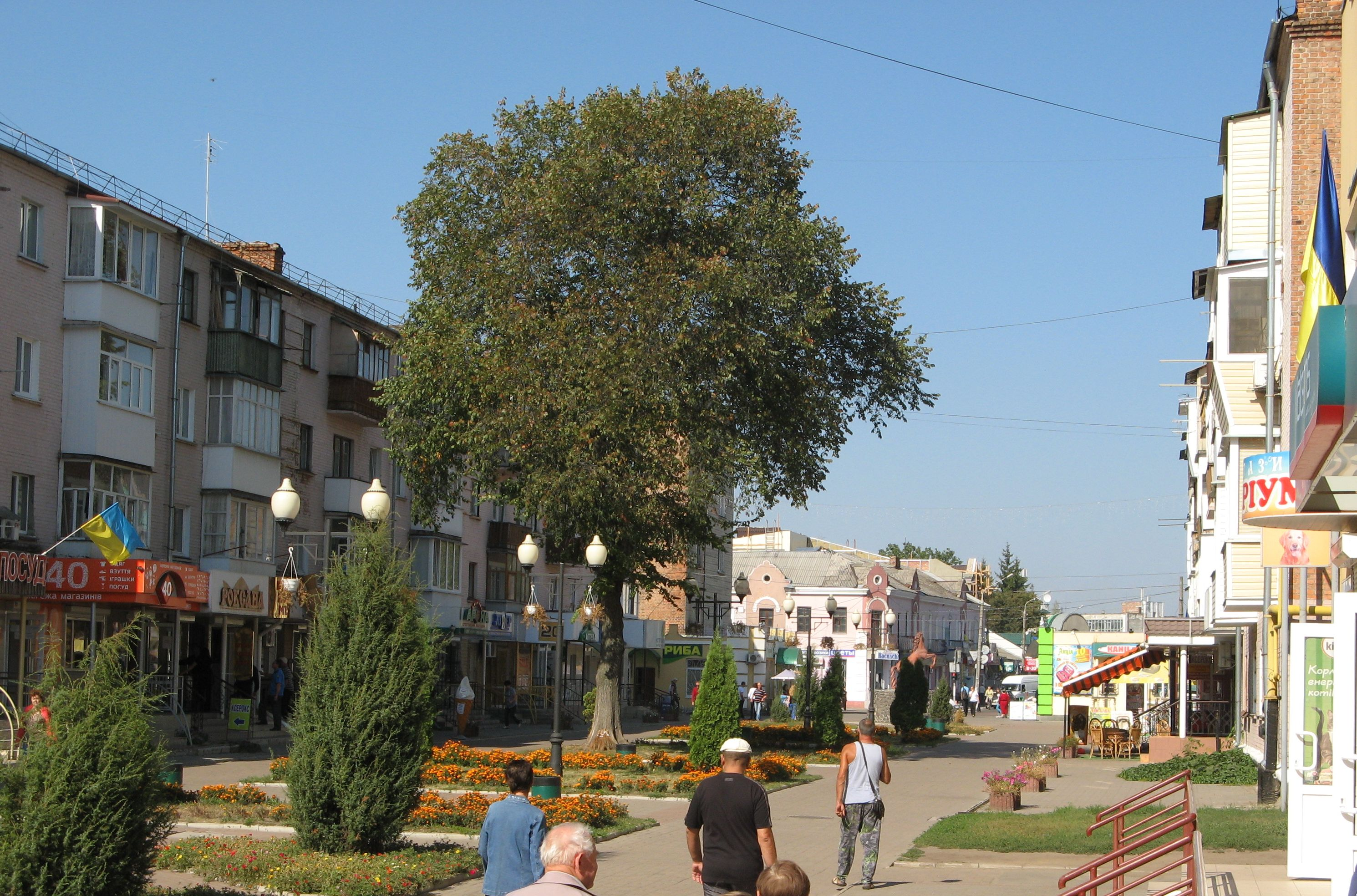
Конотопський бульвар

Частина вулиці в районі будинків № 56, № 60 з 1920-их до середини XX ст. мала назву Сорокин провулок.
20 жовтня 1967 року отримала назву вулиця Братів Радченків. Того ж року на вулиці був відкритий Конотопський міський меморіальний комплекс Великої Вітчизняної війни.
Названа на честь Івана та Степана Радченків — радянських політичних діячів родом з Конотопа.
До 2008 року в пішохідній частині вулиці був стихійний базар, який місцеві жителі називали П'ятачок. У 2008 році на пішохідній частині вулиці поклали бруківку, облаштували клумби та звели монумент Коню — неофіційному символу міста Конотопа. Цю частину вулиці жителі називають Конотопським бульваром.
11 липня 2009 року на перетині з вулицею Успенсько-Троїцькою був відкритий Собор Різдва Пресвятої Богородиці. На церемонії відкриття були присутні президент Віктор Ющенко і Патріарх Філарет. Також відкриття присвячене святкуванню 350-річчя битви під Конотопом.
1 грудня 2015 року у рамках декомунізації перейменована на вулицю Братів Лузанів.

## Пам'ятки історії
За адресою вулиця Братів Лузанів, 32 розташована пам'ятка історії Група братських могил радянських військовополонених (1957 рік).